# Felix Leiter
Felix Leiter é uma personagem fictícia criada por Ian Fleming presente nos livros e filmes do espião britânico James Bond, agente 007. Leiter é um agente da CIA, aliado e auxiliar de Bond em suas missões, e se conhecem já no primeiro livro de Fleming, Casino Royale, fato também mostrado no filme homônimo de 2006.
Ele participa de dez filmes da franquia cinematográfica, sempre como agente da CIA, à exceção de Licence to Kill, de 1989, em que integra a DEA, a agência antidrogas norte-americana, num  filme sobre traficantes de drogas e no qual, recém-casado e com Bond como padrinho, sua mulher, Della, é assassinada num atentado dos barões da droga. 
Seu nome "Felix" vem do nome do meio de um amigo de Fleming, Ivor Felix Bryce, e o sobrenome "Leiter" vem do sobrenome de casada de uma amiga do escritor, Marion Oates Leiter Charles, então esposa de Thomas Leiter.
De 007 contra o Satânico Dr. No, em 1962, a Quantum of Solace, em 2008, Leiter já foi interpretado por oito atores: Jack Lord, no primeiro deles; Cec Linder, em 007 contra Goldfinger (Goldfinger); Rik Van Nutter, em 007 contra a Chantagem Atômica (Thunderball); Norman Burton em 007 - Os Diamantes São Eternos (Diamonds Are Forever); David Hedison em Com 007 Viva e Deixe Morrer (Live and Let Die) e  007 - Permissão para Matar (Licence to Kill) ; John Terry em 007 Marcado para a Morte (The Living Daylights), Jeffrey Wright em Casino Royale de 2006 e Quantum of Solace; e Bernie Casey, no filme não-oficial 007 Nunca Mais Outra Vez (Never Say Never Again), os dois últimos, atores negros.
Uma outra versão de Leiter, mas que não usava o nome "Felix Leiter", mas "Clarence Leiter", e britânico ao invés de norte-americano, foi apresentada na primeira aparição de James Bond fora dos livros, no telefilme americano Casino Royale, de 1954.

## Felix Leiter no cinema
No primeiro filme, Dr. No, Leiter faz sua aparição na pele de Jack Lord - mais tarde o astro do seriado de televisão Havaí 5-0  - ajudando Bond a investigar o desaparecimento de um agente britânico e a destruir as instalações da ilha do Dr. Julius No, que a partir de sua base submarina provocava interferências de rádio nos lançamentos dos foguetes da NASA.

Felix Leiter em outra de suas encarnações (aqui, Rik Van Nutter) com James Bond (Sean Connery) em 007 contra a Chantagem Atômica (1965).

Ele retorna no terceiro filme da série, 007 contra Goldfinger, na pele de Cec Linder, desta vez ajudando Bond a desbaratar o plano do lunático milionário Auric Goldfinger, de explodir uma arma atômica em Fort Knox, a reserva de ouro dos Estados Unidos. Em 007 contra a Chantagem Atômica, Leiter, interpretado por Rik Van Nutter - então marido da atriz sueca Anita Ekberg - é enviado às Bahamas para investigar o desaparecimento de duas armas nucleares junto com Bond, a quem salva a vida numa emboscada e ajuda a encontrar o bombardeiro que carregava as armas, submerso nas águas do Caribe.
Seis anos depois do último filme, Leiter volta às telas em 007 Os Diamantes São Eternos, o último filme oficial de Sean Connery como James Bond, em 1971. Interpretado por Norman Burton, ele aparece disfarçado como um inspetor da Alfândega que ajuda 007 a contrabandear diamantes dentro de um cadáver e depois participa da investigação que destrói o centro de operações de satélite do vilão do filme, Ernst Stavro Blofeld, a nêmesis de James Bond.
Felix Leiter apareceu duas vezes no cinema na pele do ator David Hedison. A primeira em Com 007 Viva e Deixe Morrer, o primeiro filme de Roger Moore como Bond, em 1973, onde o ajuda, como agente de ligação da CIA em Nova York, a investigar e desbaratar uma quadrilha de traficantes internacionais negros do Harlem, que mantêm uma segunda identidade como líderes corruptos da pequena ilha de San Monique, dedicada ao culto do vodu. Sua segunda aparição, a mais marcante da personagem na série cinematográfica, se dá em  007 - Permissão para Matar, de 1989, com Timothy Dalton como Bond, em que persegue traficantes sul-americanos com Bond, se casa, vê sua esposa Della ser estuprada e assassinada e perde uma perna quando é jogado aos tubarões pelos capangas de Franz Sanchez, o barão das drogas do filme. Na literatura de Fleming, este fato acontece no segundo livro escrito por ele, Live and Let Die. Em The Living Daylights ele aparece na pele de John Terry - pai de Jack Shephard no seriado Lost - envolvido com Bond numa missão na Europa Oriental.
Felix Leiter não participou de nenhum dos filmes da era de Pierce Brosnan como James Bond. Retornou apenas dezessete anos depois de sua última aparição, nos filmes de Daniel Craig como 007, na pele do ator negro Jeffrey Wright. Foi a segunda vez que Leiter foi interpretado por um ator negro - e a primeira pelo mesmo ator em sequência - depois de sua aparição em 1983, no filme não-oficial 007  Nunca Mais Outra Vez, quando foi vivido por Bernie Casey.
O motivo de sua aparição após o filme em que tem a perna amputada, deve-se ao fato de que os dois filmes estrelados por Craig como Bond passam-se anteriormente aos fatos narrados em 007 Licença Para Matar, contando o início de James Bond como espião. Casino Royale, o primeiro deles, é na verdade o primeiro livro escrito por Fleming, nunca antes filmado pela EON Productions -  que só comprou seus direitos, os únicos que não detinha, poucos anos antes - e Quantum of Solace uma continuação deste filme. Jeffrey Wright foi confirmado no elenco do vigésimo quinto filme de James Bond, ainda sem nome definido, a estrear em abril de 2020. Já nos romances literários, Felix volta a aparecer pós-amputação de sua perna em 007 - Os Diamantes São Eternos, usando com uma perna esquerda postiça de madeira e um gancho no lugar de sua mão direita.

## Repercussão
Apesar de Felix Leiter aparecer em vários filmes de James Bond, ele quase sempre foi interpretado por atores diferentes nestas participações – David Hedison e Jeffrey Wright foram os únicos a fazer a personagem mais de uma vez – e atores com idades e tipos físicos muito variados. Assim, ele nunca conseguiu atingir o nível de popularidade de clássicos personagens fixos como M, Q e Miss Moneypenny. Em 2002, o  jornal The New York Times comparou a relação de Leiter com Bond como a de Sherlock Holmes com o Dr. Watson e a de Lone Ranger com o índio Tonto.